# Carmen Rusia
Carmen Rusia är en ort i Mexiko.   Den ligger i kommunen Altamirano och delstaten Chiapas, i den sydöstra delen av landet, 800 km öster om huvudstaden Mexico City. Carmen Rusia ligger 1 286 meter över havet och antalet invånare är 557.
Terrängen runt Carmen Rusia är kuperad åt sydväst, men åt nordost är den bergig. Runt Carmen Rusia är det glesbefolkat, med 19 invånare per kvadratkilometer. Närmaste större samhälle är Mexiquito, 18,2 km sydväst om Carmen Rusia. I omgivningarna runt Carmen Rusia växer i huvudsak städsegrön lövskog.